# Pseudoanthidium truncatum
Pseudoanthidium truncatum är en biart som först beskrevs av Smith 1854.  Pseudoanthidium truncatum ingår i släktet Pseudoanthidium och familjen buksamlarbin. Inga underarter finns listade i Catalogue of Life.